# Mark Wheelis
Mark L. Wheelis és un microbiòleg estatunidenc, que actualment treballa per la Universitat de Califòrnia (Davis). Es graduà el 1965 en Ciències Biològiques, i el 1969 es doctorà en Bacteriologia. Feu el seu doctorat en Bioquímica a la Universitat d'Illinois.
Juntament amb Carl Woese i Otto Kandler, fou un dels descriptors del tercer domini de la vida, el dels arqueus. També és un expert en armes biològiques.